# 슈바르츠코프슈트라세역
슈바르츠코프슈트라세역(U-Bahnhof Schwartzkopffstraße)은 베를린 미테구 미테에 있는 U6의 역이다. 쇼세슈트라세(Chausseestraße) 도로 아래 지하 4.30 m에 위치해 있으며, 슈바르츠코프슈트라세(Schwartzkopffstraße)와 뵐레르트슈트라세(Wöhlertstraße)가 각각 합류하는 지점 사이에 있다.

## 역사
1913년/1914년에 착공했으며 제1차 세계 대전으로 인해서 공사가 일시 중단되었다. 1919년 공사가 재개되었고 1923년 3월 8일 남북 도시철도 개통에 따라 영업을 시작했다. 역사 설계는 하인리히 예넨(Heinrich Jennen), 알프레드 그레난데르, 알프레트 페제(Alfred Fehse)가 담당했으며, 별도의 장식 없이 흰색으로 내부를 마감했다. 역명판은 빨간 테두리를 사용했다.
1945년 4월부터 7월까지는 제2차 세계 대전으로 인하여 역이 영업을 중단했다. 1951년 4월 9일 발터울브리히트슈타디온(Walter-Ulbricht-Stadion)역으로 개명되었다. 베를린 장벽이 건설되면서 1961년 8월 13일부터 1990년 7월 1일까지는 전 열차가 통과하는 유령역이 되었다. 동베를린 구간 내에서의 유일한 정차역은 프리드리히슈트라세역이었다. 1973년에는 경기장의 개축으로 인한 이름 변경에 따라 역명이 슈타디온 데어 벨트유겐트역(Stadion der Weltjugend)으로 변경되었다. 1973년 3월 13일에 역명이 변경되었고, 경기장 개축 후 재개장 전인 1973년 7월 28일에 역명판이 교체되었다. 그러나 동베를린 방면에서의 출입구는 통제되었기 때문에 역 내부에서 역명을 볼 수 있었던 사람은 동베를린 소속 경비원과 서베를린에서 U6을 탑승한 채로 통과하는 승객 뿐이었다.
1991년부터 원래의 이름으로 다시 불렸으며, 1993년에 개보수 공사를 거쳤다. 그 후 베를린 건축유산으로 지정되었다. 엘리베이터가 설치되어 있다.

## 인접 철도역
| 베를린 지하철 6호선                   | 베를린 지하철 6호선 | 베를린 지하철 6호선                    |
| ------------------------------------- | ------------------- | -------------------------------------- |
| 라이니켄도르퍼 슈트라세 알트테겔 방면 | U6                  | 나투어쿤데무제움 알트마리엔도르프 방면 |